# 精神分析家
精神分析家（せいしんぶんせきか）とは、一般にはジークムント・フロイトの臨床技法を受け継ぐインスティテュートで訓練分析を含む訓練を受け、精神療法としての精神分析を行う者。

## 定義

### 国際精神分析協会による
精神分析家になるための基準は国際精神分析協会（IPA）によって規定されている。その日本支部である日本精神分析協会における基準は以下の通り。
- 訓練コースに入る必須項目
  - 医学部卒業あるいは大学院修士課程修了者で、その後5年以上の臨床経験を積んでいること
  - 協会が認定する基礎セミナーを修了していること
  - 日本精神分析学会での一般演題水準以上の口頭発表を1回以上行っていること
  - 協会の指定する2名の精神分析家による面接を受けること
  - 協会によって認められた訓練分析家による週4回以上の審査分析を1年間受けること
- 訓練
  - 協会の認定した訓練分析家による訓練分析を少なくとも2年以上継続すること
  - 週4回以上の寝椅子自由連想法によって行われる成人の精神分析療法例を2例以上を協会の認定したスーパーバイザーの指導のもとで毎週1回以上で、2年以上の期間を経験すること
  - 精神分析理論と技法に関して教育研修委員会がプログラムしたセミナーを受講すること
  - 日本精神分析学会誌「精神分析研究」に原著論文が1編以上掲載されていること
- 資格認定
  - 所定の研修を修めた候補生は訓練や研究業績等に関する書類を添えて選考委員会に選考審査を申請する。その際教育研修委員会からの研修実績報告も審査の対象となる。また研修修了に際しては、精神分析症例発表を素材にした臨床論文の提出が求められる。これらの書類審査、および2名の委員による面接審査に合格した候補生は、そこで初めて精神分析家の資格を与えられ、本協会ならびに国際精神分析学会の準会員として登録される。
- 正会員・訓練分析家
  - 準会員はその後2年以上を経て、その間にみるべき研究業績をあげ、精神分析家としての十分な経験と技能を備え、この分野における教育者となりうる能力を有すると認められた時点で、日本精神分析協会ならびに国際精神分析学会の正会員として登録される。

以上のような訓練を経ることによって精神分析家となることができる。

### ラカンによる
フランスの精神科医で精神分析家のジャック・ラカンは上記のような国際精神分析協会による規定に代表されるような閉鎖的、権威主義的な精神分析家の定義に異議を唱え「精神分析家は自身によってのみ精神分析家として認められる (Le psychanalyste ne s'autorise que de lui-même)」として、精神分析家としての資格は訓練分析によってではなくむしろ「パス (la passe)」と呼ばれる手続きによって与えられるべきであるとした。特にフランス国内および中南米の国々においては、訓練分析によってではなく、ラカンの示した手順によって「精神分析家」として従事している人たちが多数存在している。

## 有名な精神分析家の例
精神分析家として活動したのち離反した者を含むが、当初からのアドラー派、ユング派は含まない。出生順、国名は出身国。

### 国際精神分析協会系

#### 日本出身者以外
- ジークムント・フロイト（ オーストリア帝国、1856年 - 1939年）
- フェレンツィ・シャーンドル（ オーストリア＝ハンガリー帝国  ハンガリー王国、1873年 - 1933年）
- カール・アーブラハム（ ドイツ帝国、1877年 - 1925年）
- メラニー・クライン（ オーストリア＝ハンガリー帝国〈現： オーストリア〉、1882年 - 1960年）
- マリー・ボナパルト（ フランス、1882年 - 1962年）
- オットー・ランク（ オーストリア＝ハンガリー帝国〈現： オーストリア〉、1884年 - 1939年）
- カレン・ホーナイ（ ドイツ帝国、1885年 - 1952年）
- フランツ・アレクサンダー（ オーストリア＝ハンガリー帝国  ハンガリー王国、1891年 - 1964年）
- アンナ・フロイト（ オーストリア＝ハンガリー帝国〈現： オーストリア〉、1895年 - 1982年）
- ヴィルヘルム・ライヒ（ オーストリア＝ハンガリー帝国〈現： ウクライナ〉、1897年 - 1957年）
- エーリヒ・フロム（ ドイツ帝国、1900年 - 1980年）
- エリク・エリクソン（ ドイツ帝国、1902年 - 1994年）
- デイヴィッド・ラパポート（ オーストリア＝ハンガリー帝国  ハンガリー王国、1911年 - 1960年）
- ハインツ・コフート（ オーストリア＝ハンガリー帝国〈現： オーストリア〉、1913年 - 1981年）

#### 日本出身者
- 大槻憲二（1891年 - 1977年）
- 古澤平作（1896年 - 1968年）
- 土居健郎（1920年 - 2009年）
- 西園昌久（1928年 - ）
- 前田重治（1928年 - ）
- 小此木啓吾（1930年 - 2003年）
- 小倉清（1932年 - ）
- 岩崎徹也（1935年 - ）
- 神田橋條治（1937年 - ）
- 牛島定信（1939年 - ）
- 乾吉佑（1943年 - ）
- 狩野力八郎（1945年 - ）
- 北山修（1946年 - ）
- 皆川邦直（1946年 - ）
- 松木邦裕（1950年 - ）
- 舘哲朗（1950年 - ）
- 藤山直樹（1953年 - ）
- 館直彦（1953年 - ）
- 小川豊昭（1954年 - ）
- 岡野憲一郎（1956年 - ）

### ラカン派系

#### 日本出身者以外
- ジャック・ラカン（ フランス、1901年 - 1981年）
- フランソワーズ・ドルト（ フランス、1908年 - 1988年）
- ジャック＝アラン・ミレール（ フランス、1944年 - ）
- スラヴォイ・ジジェク（ スロベニア、1949年 - ）

#### 日本出身者
- 向井雅明（1948年 - ）
- 新宮一成（1950年 - ）
- 藤田博史（1955年 - ）
- 十川幸司（1959年 - ）
- 斎藤環（1961年 - ）

### その他

#### 日本出身者以外
- ボリス・サイディズ（ ロシア帝国〈現： ウクライナ〉、1867年 - 1923年）
- アルフレッド・アドラー（ オーストリア＝ハンガリー帝国〈現： オーストリア〉、1870年 - 1937年）
- カール・ユング（ スイス、1875年 - 1961年）
- ハリー・スタック・サリヴァン（ アメリカ合衆国、1892年 - 1949年）
- カール・メニンガー（ アメリカ合衆国、1893年 - 1990年）
- ブルーノ・ベッテルハイム（ オーストリア＝ハンガリー帝国〈現： オーストリア〉、1903年 - 1990年）
- ジョン・ボウルビィ（ イギリス、1907年 - 1990年）

#### 日本出身者
- 成田善弘（1941年 - ）